# Sous-préfectures du Japon
Les sous-préfectures du Japon (支庁, shichō) sont des subdivisions du Japon faisant partie de certaines préfectures afin de servir de relais administratifs aux autorités publiques de ces dernières lorsque celles-ci ont à encadrer un territoire particulièrement vaste (Hokkaidō) ou très reculés (les îles de l’archipel d'Izu et d'Ogasawara rattachées à la métropole de Tōkyō, les îles Oki à la préfecture de Shimane, les îles Ōsumi et Amami à la préfecture de Kagoshima, les îles Tsushima, Iki et Goto à la préfecture de Nagasaki, les îles Miyako, Yaeyama et Senkaku à Okinawa). Elles forment dans ces cas un échelon intermédiaire entre la préfecture et les municipalités, mais ne sont pas des entités politiques à proprement parler : elles n'ont ni conseil, ni exécutif élu.
Le nom lui-même shicho signifie branche, agence locale, et fait référence à l'Agence de colonisation d'Hokkaido (ja)

## Hokkaidō
| 1. Ishikari 2. Sorachi 3. Shiribeshi 4. Oshima 5. Hiyama | 6. Iburi 7. Hidaka 8. Kamikawa 9. Rumoi 10. Sōya | 11. Okhotsk 12. Tokachi 13. Kushiro 14. Nemuro |

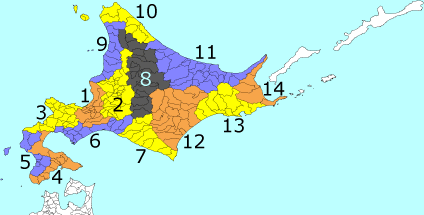
Carte des sous-préfectures de Hokkaidō

Hokkaidō est la seule à être entièrement subdivisée en quatorze sous-préfectures. Elles sont elles-mêmes divisées en villes ou districts ruraux (qui regroupent villages et bourgs) :
- Hidaka
- Hiyama
- Iburi
- Ishikari
- Kamikawa
- Kushiro
- Nemuro
- Okhotsk
- Oshima
- Rumoi
- Shiribeshi
- Sorachi
- Sōya
- Tokachi

## Tōkyō
Tōkyō a quatre sous-préfectures insulaires de l'archipel (au sens large) de Nanpō :
- Hachijō : îles Hachijō, Hachijōko, Aoga, Tori et Smith et les rochers Bayonnaise et Sōfu, soit la moitié sud de l'archipel d'Izu ;
- Miyake : îles Miyake et Mikura au centre de l'archipel d'Izu ;
- Ogasawara : archipel du même nom ;
- Ōshima : les îles d'Izu, To, Nii, Shikine et Kōzu, soit l'extrémité nord de l'archipel d'Izu, la plus proche de Honshū.

## Shimane
La préfecture de Shimane a une sous-préfecture, la sous-préfecture d'Oki, couvrant l'archipel du même nom dans la mer du Japon.